# Расстрел инвалидов греко-итальянской войны
Расстрел 283 инвалидов греко-итальянской войны был осуществлён в Афинах 30 ноября 1943 года германскими оккупационными властями, при содействии коллаборационистов из батальонов безопасности.
Расстрел был кульминацией «погрома против инвалидов греко-итальянской войны» (греч.  Το πογκρόμ ενάντια στους ανάπηρους πολέμου της Αλβανίας ).

## Предыстория
28 октября 1940 года войска фашистской Италии вторглись в Грецию с территории Албании. Греческая армия отразила нападение и перенесла военные действия на албанскую территорию. Это была первая победа стран антифашистской коалиции против сил Оси. Итальянское весеннее наступление в марте 1941 года в Албании показало, что итальянская армия не могла изменить ход событий, что делало вмешательство Германии для спасения своего союзника неизбежным. Германское вторжение в Грецию началось 6 апреля 1941 года. Из 22 дивизий, которыми располагала греческая армия, 16 находились в Албании, вдали от нового фронта. Однако, германские 18-й и 30-й армейские корпуса, вторгшаяся в Грецию из Болгарии, не смогли с хода взять Линию Метаксаса.
2-я танковая дивизия вермахта, совершив обходной манёвр, пересекла болгаро-югославскую границу 8 апреля и, не встретив здесь значительного сопротивления, через практически не прикрытую греко-югославскую границу и долину реки Аксиос вышла к Фессалоники 9-го апреля, отсекая группу дивизий Восточной Македонии (4 дивизии и 1 бригада) от греческой армии в Албании, продолжавшей сражаться против итальянцев. В тот же день греческий генштаб, считая, что оборона в Восточной Македонии не имела более смысла, приказом № 1381 предоставил возможность командующему группы дивизий Восточной Македонии генералу К. Бакопулосу полноту полномочий на его усмотрение — продолжать сражаться или сдаться. После получения приказа о сдаче, сражение приняло характер боёв за «честь оружия» и, получив от германского командования почётные условия сдачи, начиная с 10 апреля форты прекратили один за другим сопротивление. Германский генерал-фельдмаршал Вильгельм Лист, возглавлявший атаку против Линии Метаксаса, выразил восхищение храбростью и мужеством этих солдат. Лист не стал брать пленных, заявляя, что греческая армия может покинуть форты, оставляя при себе свои военные флаги, но при условии сдачи оружия и боеприпасов. Он также дал приказ своим солдатам и офицерам отдать честь греческим солдатам. Считая, что дальнейшее продолжение войны не имеет смысла, часть греческого генералитета в Албании возглавляемая генералом Г. Цолакоглу, подписала «почётную капитуляцию». Одним из результатов этой капитуляции стал тот факт, что немцы позволили греческим солдатам, после сдачи оружия, вернуться из Албании в свои дома, подчёркнуто выражая своё уважение к греческой армии. 4 мая 1941 года в своей речи в Рейхстаге Гитлер заявил: «Мне искренне жаль, как немцу, который всегда с глубоким почитанием относился к культуре этой страны, из которой пришёл первый свет красоты и достоинства, и мне было особенно больно наблюдать за развитием событий, не имея возможности повлиять на них».
Продолжая свою речь, Гитлер сделал следующее заявление:

Историческая справедливость обязывает меня заявить, что из всех противников, которые нам противостояли, греческий солдат сражался с наибольшим мужеством. Он сдался только тогда, когда дальнейшее сопротивление стало невозможным и бесполезным

## Проблема инвалидов войны
На момент вступления немцев в Афины, в столичных госпиталях скопилось до 15 тысяч инвалидов войны. Большинство стало инвалидами в результате ранений, многие потеряли зрение, но у значительной части инвалидов были ампутированы конечности, в результате обморожений в высокогорьях Албании в зиму 1940-1941 годов. Кроме инвалидов со свежими ранами, в госпиталях оставались инвалиды родом с Крита и других островов, которые в условиях войны не успели перед началом оккупации вернуться в свои дома и к своим близким. Кроме этого, в условиях наступившего Великого голода зимы 1941—1942 годов и до наступления весны, в госпиталях оставались также многие инвалиды жители Афин и других городов, по причине пайка (скудного, но позволявшего им не умереть с голода), предоставляемого министерством здравоохранения коллаборационистского правительства. С ростом греческого движения Сопротивления, уважительное отношение немецких оккупационных властей к греческим инвалидам войны стало убывать, но на первых порах и до вовлечения инвалидов в активное противостояние с оккупантами, немцы не обращали на них внимание.

## Инвалиды в Сопротивлении
С самого начала тройной, германо-итало-болгарской оккупации Греции, инициативу по развёртыванию широкого движения Сопротивления взяла на себя Коммунистическая партия Греции. С этой целью, с привлечением других партий, в сентябре 1941 года был создан Национально-освободительный фронт Греции (ЭАМ), который затем приступил к созданию Народно-освободительной армии Греции (ЭЛАС). Инвалиды физически не могли принять участие в вооружённой борьбе, но большинство из них были вовлечены в деятельность ЭАМ. При всём постепенном и значительном уменьшении числа инвалидов остававшихся в столичных госпиталях к весне 1942 года, источники Сопротивления отмечают, что в деятельность ЭАМ были вовлечены до 7 тысяч инвалидов:263) Первая гражданская акция Сопротивления с участием инвалидов была отмечена 28 октября 1941 года, в первую годовщину начала греко-итальянской войны. В память погибших в этой войне боевых товарищей и отмечая греческую победу над итальянцами, 2 тысячи инвалидов, вместе с афинскими студентами, возложили венки к Памятнику неизвестному солдату:263. Акция была неожиданной для немецких оккупационных властей и вызвала протест итальянских оккупационных властей. 25 марта 1942 года инвалиды приняли участие в массовом, но запрещённом оккупационными властями, праздновании дня Греческой революции 1821 года. При возложении венков к памятникам Ригаса Фереоса и Эммануила Ксантоса инвалиды подверглись атаке итальянских конных карабинеров. Среди инвалидов были убитые и раненые:263. Повторное празднование годовщины начала греко-итальянской войны 28 октября 1942 года подавлялось уже немецкой мотопехотой и итальянскими мотоциклистами. В этот день среди инвалидов также были убитые и раненые:263. После ряда акций, проведённых ЭАМ, не имевших прецедентов в других оккупированных столицах, французский писатель Роже Милльекс заявил, что Афины стали «столицей европейского Сопротивления»:
С 23 февраля 1943 года по всей Греции прошли демонстрации против намеченной гражданской мобилизации и отправки в Германию 90 тысяч греческих рабочих. Кульминацией стала демонстрация 7 марта в Афинах, когда 300 тысяч афинян вышли на улицы и после столкновений с немцами и итальянцами заняли Министерство труда и сожгли списки. 46 демонстрантов были убиты (среди них Дионисий Димакопулос, член руководства подпольных организаций инвалидов):265 и сотни ранены, но гражданская мобилизация была сорвана. Оккупационные власти и коллаборационисты стали предпринимать репрессии и аресты против руководства инвалидов, вплоть до убийства активистов. Так в июне 1943 года были убиты Георгий Маринакис и Алекос Мосхулис. Несмотря на это, участие инвалидов в Демонстрации против расширения болгарской зоны оккупации в июле, было массовым. Инвалиды в своих колясках, которые подталкивали их однорукие коллеги или медсёстры, шли в голове колонн демонстрантов — своего рода «механизированные колонны», как их именовали в народе. В непрекращающихся столкновениях было убито 53 демонстранта, более 200 были ранены и более 500 были арестованы и отправлены в тюрьмы. Однако оккупационные власти осознали, что события ведут к общенациональному взрыву и вовлечению в Сопротивление и антикоммунистических слоёв населения, ранее отказывавшихся сотрудничать с ЭАМ-ЭЛАС.
Расширение болгарской зоны оккупации и освобождение германских сил для отправки на Восточный фронт были сорваны. В августе того же года были арестованы, а затем и расстреляны члены руководства подпольных организаций инвалидов — Дионисий Гонатас и Илиас Дзамуранис:265. В сентябре 1943 Италия заявила о выходе из войны. Городские отряды ЭЛАС стали «отнимать» или скупать у деморализованных итальянцев их оружие. В гестапо появилась информация о том, что итальянское оружие прячут в госпиталях инвалидов. 13 октября подразделения СС совершили налёт на 3-й госпиталь. Оружие не было найдено, но 16 инвалидов были арестованы, из них двое были расстреляны.
27 ноября, в отместку за очередную акцию партизан ЭЛАС, немцы расстреляли 19 заключённых в тюрьме Хадзикостас, среди них было два инвалида.

## Погром и расстрелы
Оккупационные власти приняли решение положить конец проблеме инвалидов. 30 ноября 1943 года, в два часа после полуночи и при широком использовании коллаборационистов из батальонов безопасности, был произведён так называемый «Погром инвалидов».
Есть утверждения о том, что операцией руководил «прославившийся» в подавлении восстания Варшавского гетто генерал Юрген Штроп. Однако эти утверждения не стыкуются с другими источниками, согласно которым Штроп покинул Афины в начале ноября. Кварталы вокруг 19 госпиталей были оцеплены «батальонами безопасности».
Инвалидов выволакивали из госпиталей, ломая протезы и избивая медицинский персонал, который мешал проведению операции. Нет достоверных данных о числе убитых и раненных на месте инвалидов, но 1700 инвалидов были перевезены в тюрьму «Хадзикостас»,:267 затем 283 человека из них были расстреляны. После расстрелов ещё 2 инвалида были застрелены непосредственно в тюремных камерах:267.

## Впоследствии
800 инвалидов были перевезены из тюрьмы «Хадзикостас» в концентрационный лагерь Хайдари, пополнив «резервуар смертников», расстреливаемых после акций партизан ЭЛАС. 110 из инвалидов-смертников были расстреляны в Рицоне 18 июня 1944 года. Часть инвалидов выброшенных из госпиталей, несмотря на своё физическое состояние, позднее приняли участие в боях городских отрядов ЭЛАС, и многие погибли. Другие были убиты на улицах города при иных обстоятельствах или были казнены немцами и коллаборационистами. 12 октября 1944 года Афины были освобождены частями ЭЛАС. Десятки выживших инвалидов войны заняли своё почётное место в голове колонн ликующего населения города:267.